# Stadtpfarrkirche St. Maria (Landau in der Pfalz)

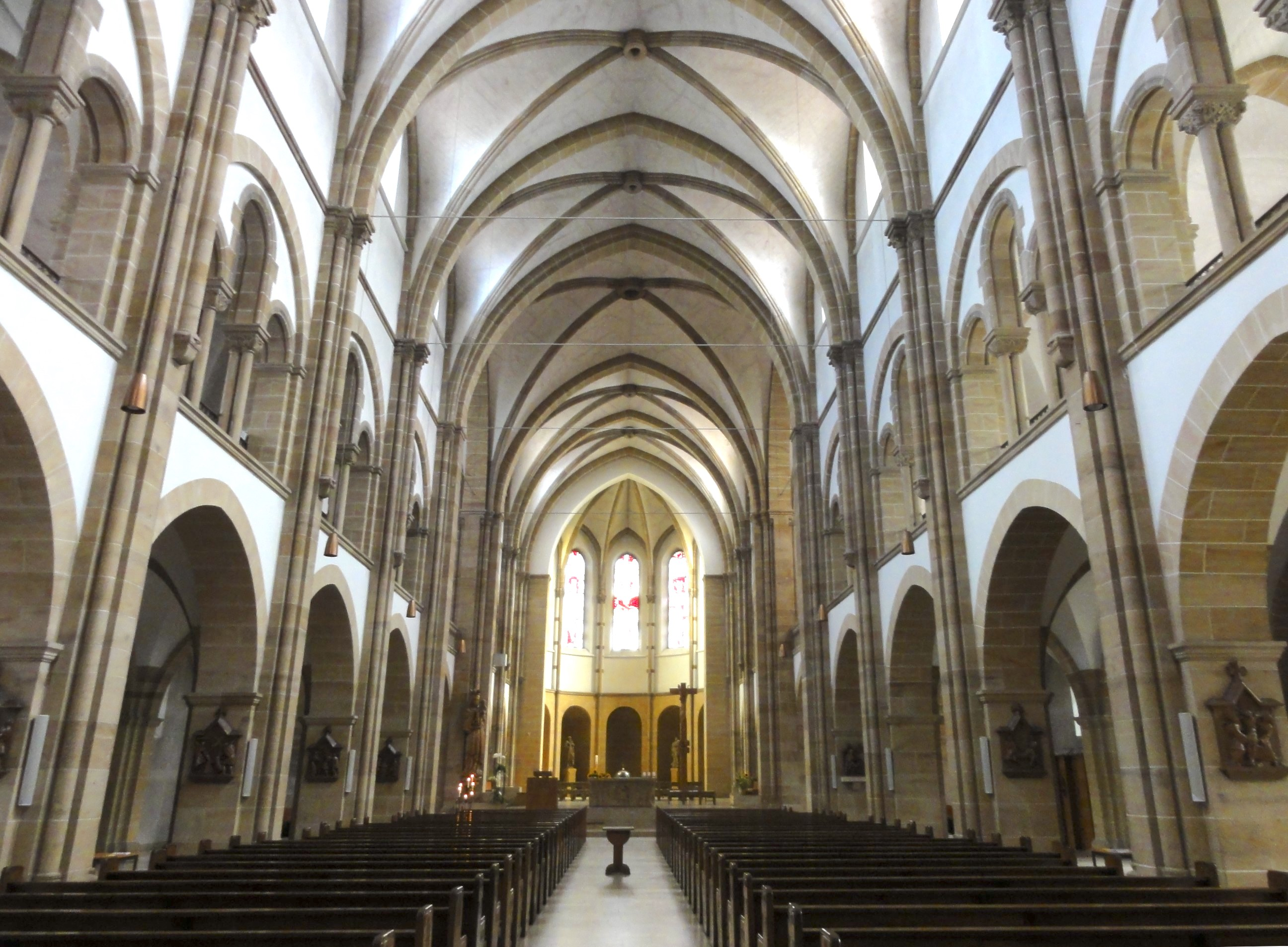
Blick ins Innere der Kirche

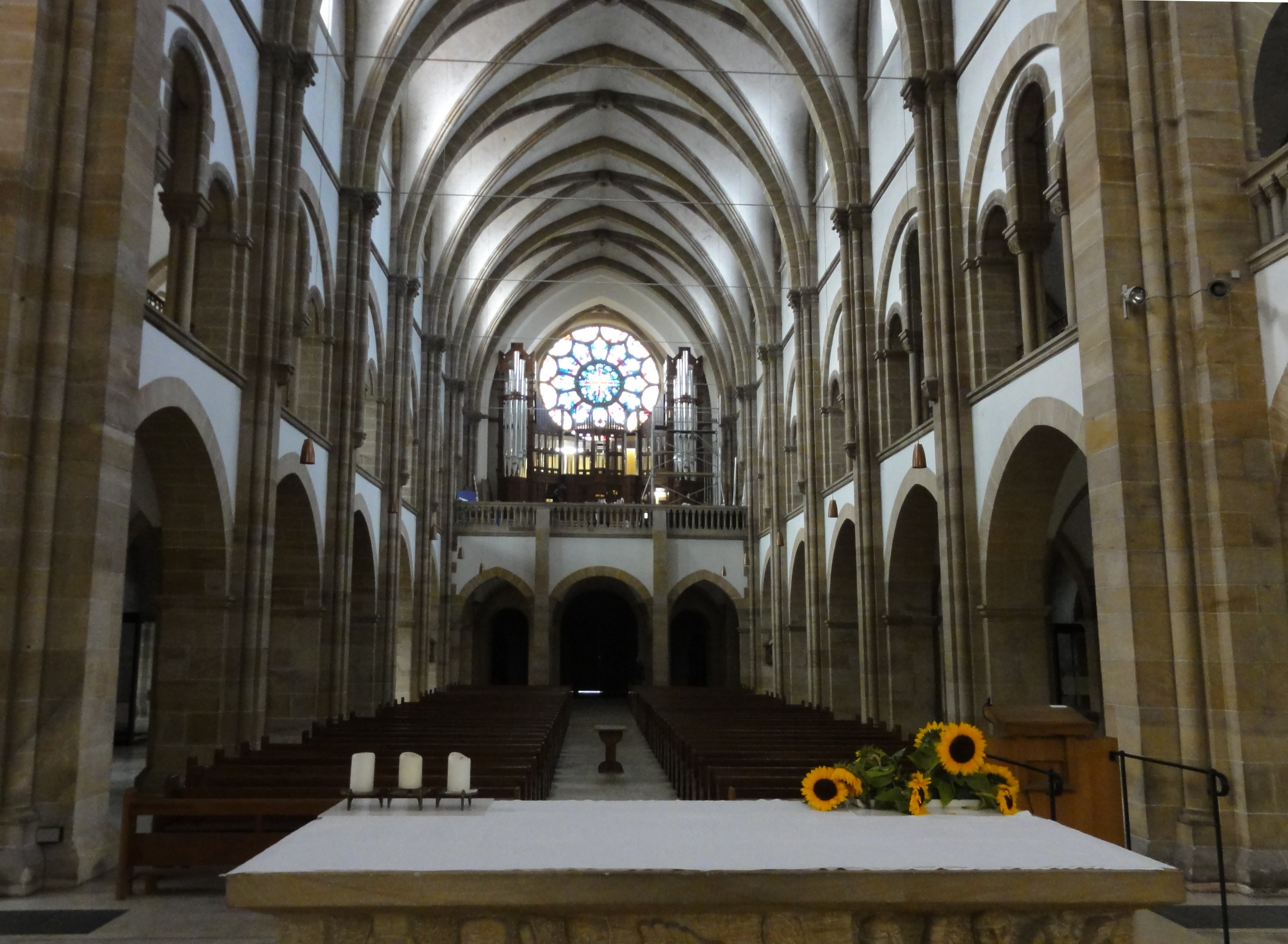
Blick vom Altarraum zur Orgelempore

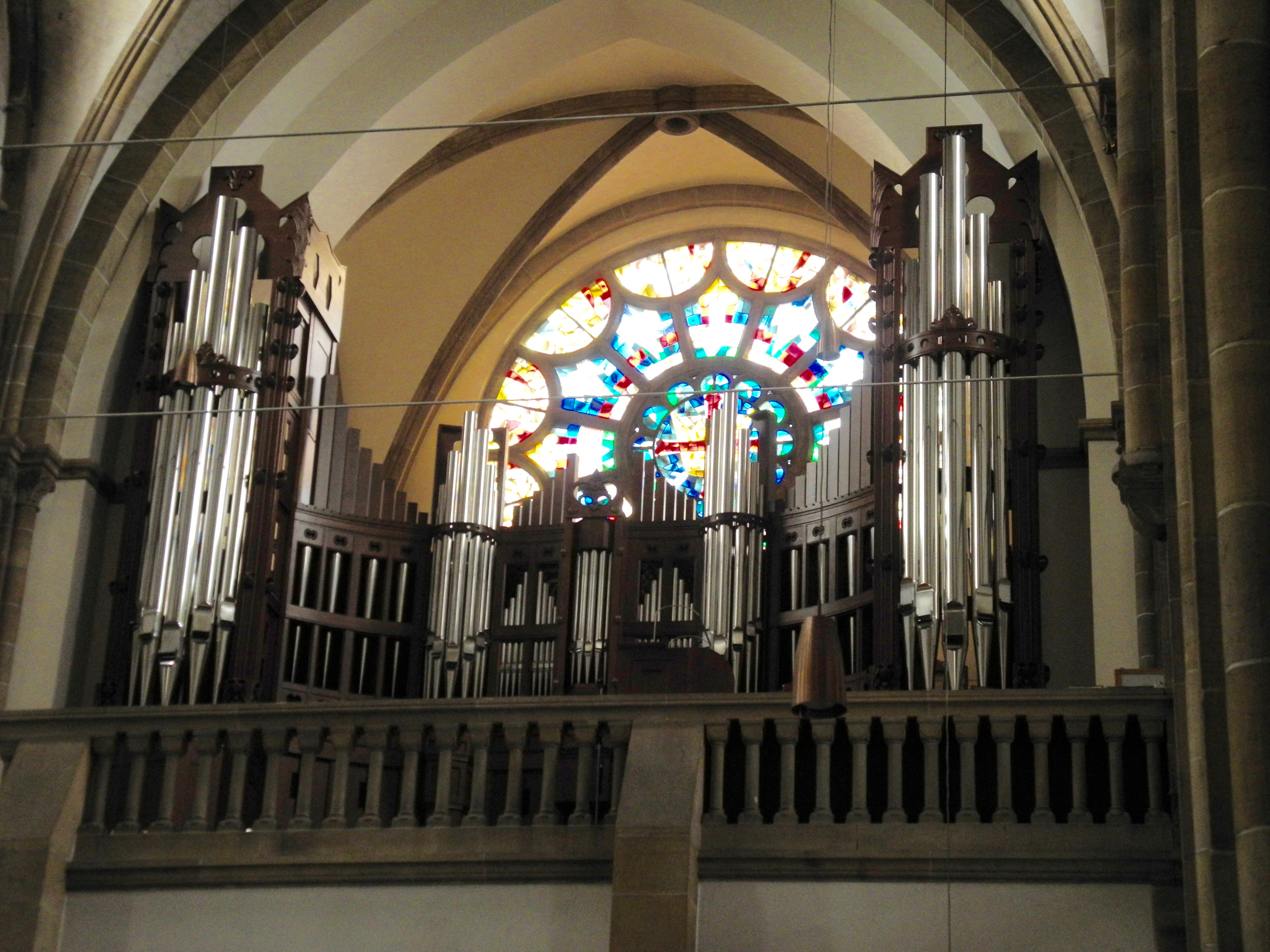
Orgelempore mit der Steinmeyerorgel

Die römisch-katholische Stadtpfarrkirche St. Maria steht in der Innenstadt von Landau/Pfalz, direkt am Südring. Sie ist die mächtigste Kirche der gesamten Südpfalz. Wegen ihrer alles überragenden Größe im neoromanischen Kathedralstil wird sie auch der Dom zu Landau genannt. Die Kirche ist im Verzeichnis der Kulturdenkmäler der kreisfreien Stadt Landau aufgeführt.

## Geschichte und Maße
1907 beschloss der römisch-katholische Kirchenrat von Landau, im neu entstandenen Stadtteil Landau-Süd eine neue, größere und modernere Kirche zu errichten, nachdem die Augustinerkirche in der Königsstraße zu klein geworden war.
1908 wurde der Grundstein für die Marienkirche nach Plänen von Joseph Cades, Stuttgart gelegt. Um 1910 war die Kirche mit Ausnahme der beiden Türme rohbaufertig. 1911 dann wurde die Kirche vom damaligen Speyrer Bischof und späteren Erzbischof von München und Freising Michael von Faulhaber feierlich geweiht.
Die Marienkirche ist nach dem Speyerer Dom und der Klosterkirche von Otterberg zusammen mit der Speyerer Gedächtniskirche der drittgrößte Kirchenbau in der Pfalz. Die Kirche ist insgesamt 73 m lang, 40 m breit und mit den beiden Westtürmen 60 m hoch. Im Innenraum ist die Kirche der Spätromanik mit frühgotischen Formen gewidmet. Rundbogenfenster und Strebepfeiler nach dem Vorbild von Chartres bestimmen den Außenbau.
Im Zweiten Weltkrieg wurde die Sakristei der Kirche durch Bombenangriffe zerstört. Sie wurde später im modernen Stil wiederaufgebaut. Sehenswert in der Marienkirche ist vor allem die 3,5 m hohe Marienstatue mit Kind aus Holz. Die Kirche kann über den nördlichen Seiteneingang am Marienring betreten werden.

## Orgel
Die Orgel der Marienkirche wurde 1924 von der Orgelbaufirma G. F. Steinmeyer & Co. (Oettingen) mit 70 klingenden Registern auf drei Manualen und Pedal (zuzüglich zweier Transmissionen in das Pedal) mit elektropneumatischen Taschenladen und elektrischer Registertraktur erbaut. In den 1950er Jahren wurde das Instrument umgebaut und an die damaligen Klangideale angepasst („barockisiert“). Zudem wurde der vormalige Prospekt durch einen Freipfeifenprospekt ersetzt. In den Jahren 2010 bis 2012 wurde die Orgel von Romanus Seifert & Sohn (Kevelaer) umfassend restauriert, mit dem Ziel, den ursprünglichen spät-romantischen Zustand von 1924 wiederherzustellen. Von den ca. 4.500 ursprünglichen Pfeifen sind ca. 3.500 erhalten, ebenso wie ein Großteil der technischen Anlage. Der historische Prospekt wurde rekonstruiert. Nachfolgende Disposition gibt den wiederhergestellten Zustand von 1924 wieder. Die beiden Schwellwerke sind jeweils bis (g4) ausgebaut. Die Register Nr. 33 und 34 stehen in einem besonderen Schwellkasten.
| I Hauptwerk C–a3 |                |        |
| 01.              | Großprinzipal  | 16′    |
| 02.              | Bordun         | 16′    |
| 03.              | Prinzipal      | 08′    |
| 04.              | Viola da Gamba | 08′    |
| 05.              | Gemshorn       | 08′    |
| 06.              | Gedackt        | 08′    |
| 07.              | Zartflöte      | 08′    |
| 08.              | Tibia          | 08′    |
| 09.              | Oktave         | 04′    |
| 10.              | Salizet        | 04′    |
| 11.              | Rohrflöte      | 04′    |
| 12.              | Superoktave    | 02′    |
| 13.              | Terzian        | 3 1⁄5′ |
| 14.              | Quinte         | 2 ⁄3′  |
| 15.              | Mixtur IV      | 1 ⁄3′  |
| 16.              | Cymbel III     | 01′    |
| 17.              | Tuba           | 16′    |
| 18.              | Trompete       | 08′    |
| 19.              | Trompete       | 04′    |

| II Schwellwerk C–a3 (a4) |                      |       |
| 20.                      | Nachthorn            | 16′   |
| 21.                      | Geigenprinzipal      | 08′   |
| 22.                      | Salizional           | 08′   |
| 23.                      | Unda maris           | 08′   |
| 24.                      | Dolce                | 08′   |
| 25.                      | Quintaton            | 08′   |
| 26.                      | Konzertflöte         | 08′   |
| 27.                      | Fugara               | 04′   |
| 28.                      | Soloflöte            | 04′   |
| 29.                      | Flautino             | 02′   |
| 30.                      | Nasard               | 2 ⁄3′ |
| 31.                      | Mixtur III           | 02′   |
| 32.                      | Clarinette           | 08′   |
|                          | Tremulant            |       |
| 33.                      | Echobordun           | 08′   |
| 34.                      | Vox humana           | 08′   |
|                          | Tremulant für Nr. 34 |       |

| III Schwellwerk C–a3 (a4) |                 |        |
| 35.                       | Großgedeckt     | 16′    |
| 36.                       | Hornprinzipal   | 08′    |
| 37.                       | Viola alta      | 08′    |
| 38.                       | Aeoline         | 08′    |
| 39.                       | Vox coelestis   | 08′    |
| 40.                       | Lieblichgedeckt | 08′    |
| 41.                       | Spitzflöte      | 08′    |
| 42.                       | Jubalflöte      | 08′    |
| 43.                       | Prestant        | 04′    |
| 44.                       | Violine         | 04′    |
| 45.                       | Gemshorn        | 04′    |
| 46.                       | Traversflöte    | 04′    |
| 47.                       | Piccolo         | 02′    |
| 48.                       | Spitzquinte     | 2 ⁄3′  |
| 49.                       | Terzflöte       | 1 3⁄5′ |
| 50.                       | Septime         | 1 ⁄7′  |
| 51.                       | Großmixtur V    | 2 ⁄3′  |
| 52.                       | Larigot II      | 1 ⁄3′  |
| 53.                       | Basson          | 16′    |
| 54.                       | Tuba mirabilis  | 08′    |
| 55.                       | Oboe            | 08′    |
| 56.                       | Trompete        | 04′    |
|                           | Tremulant       |        |

| Pedal C–f1 |                      |         |
| 57.        | Prinzipalbass        | 16′     |
| 58.        | Violonbass           | 16′     |
| 59.        | Harmonikabass        | 16′     |
| 60.        | Subbass              | 16′     |
|            | Zartbass (Nr. 35)    | 16′     |
| 61.        | Oktavbass            | 08′     |
|            | Gedecktbass (Nr. 40) | 08′     |
| 62.        | Violoncello          | 08′     |
| 63.        | Choralbass           | 04′     |
| 64.        | Waldflöte            | 02′     |
| 65.        | Kornettbass IV       | 3 1⁄5′  |
| 66.        | Quintbass            | 10 2⁄3′ |
| 67.        | Kontraposaune        | 32′     |
| 68.        | Bombarde             | 16′     |
| 69.        | Trompetenbass        | 08′     |
| 70.        | Bassklarine          | 04′     |

- Koppeln:
  - Normalkoppeln: II/I, III/I, I/P, II/P, III/P
  - Superoktavkoppeln

## Glocken
Am 12. Juni 1953 wurden sechs Glocken in der Glockengießerei Petit & Gebr. Edelbrock aus dem westfälischen Gescher gegossen. Zuständig für den Glockenguss war Meister Hans Hüesker. Schließlich konnten die Glocken für die Marienkirche in einer gemeinsamen Feier mit den neuen Glocken der Stiftskirche am 4. Juli 1953 auf dem Rathausplatz in Empfang genommen werden. Am folgenden Tag kam es zu einer feierlichen Glockenweihe durch Bischof Isidor Markus Emanuel. Dieses einzigartige Geläut gilt in Fachkreisen als eines der Besten der Gießerei. Die große Christkönigsglocke hängt im rechten Turm, die anderen fünf Glocken im linken Turm. 2008 erhielten alle Glocken neue Klöppel zur Verbesserung der Klangakustik. In der Läuteordnung erfolgt das Angelusläuten mit der Glocke c1. An hohen Feiertagen und zu ganz besonderen Anlässen wird das volle Geläut verwendet.
| Nr. | Name           | Gussjahr | Gießer, Gussort                  | Gewicht (kg) | Schlagton |
| 1   | Christkönig    | 1953     | Petit & Gebr. Edelbrock, Gescher | 3565         | a0        |
| 2   | Maria Assumpta | 1953     | Petit & Gebr. Edelbrock, Gescher | 2160         | c1        |
| 3   | St. Katharina  | 1953     | Petit & Gebr. Edelbrock, Gescher | 1143         | e1        |
| 4   | St. Theodor    | 1953     | Petit & Gebr. Edelbrock, Gescher | 671          | g1        |
| 5   | St. Luzia      | 1953     | Petit & Gebr. Edelbrock, Gescher | 603          | a1        |
| 6   | St. Josef      | 1953     | Petit & Gebr. Edelbrock, Gescher | 410          | h1        |